# دانيال فارغاس
دانيال فارغاس (1 سبتمبر 1986 في المكسيك - ) (بالإسبانية: Daniel Vargas)‏ هو لاعب كرة طائرة المكسيك. شارك في الكرة الطائرة في الألعاب الأولمبية الصيفية 2016.

## وصلات خارجية
- دانيال فارغاس على موقع أوليمبيديا (الإنجليزية)